# Дворец Нуруллабая
 Дворец Нуриллабой  (узб.  Nurillaboy saroyi) — летний дворцовый комплекс хивинских ханов, выстроенный при Асфандияр-хане, правившего Хивинским ханством с 1910 по 1918 год. Является памятником истории и культуры Республики Узбекистан.

## Строительство
Дворцовый комплекс построен с 1893 по 1904 годы по поручению хивинского хана Мухаммед Рахим-Хана II для его сына принца Асфандияр-хана в северо-западной части Ичан-Калы. После смерти своего отца, в 1912 году Асфандияр-хан строит отдельный корпус внутри комплекса для приёма иностранных гостей.

## Описание
Дворец своим исключительным стилем и экстравагантным орнаментом отличается от других ханских резиденций в Хиве.
Во дворце были размещены несколько парадных залов разной формы, и среди них — тронный зал, отделанный в стиле русского модерна. Многие элементы оформления дворца заказаны Асфандияр-ханом на Императорском фарфоровом заводе в Петербурге.
В здании перемешана европейская и восточная архитектура, сохранившиеся все семь комнаты оформлены по-разному. Среди экспонатов — красочные изразцовые печи русского стиля, огромные зеркала, восточные разноцветные деревянные потолки, украшенные геометрическими и цветочными узорами. Высокие двери и окна дворца были сделаны немецкими плотниками из религиозной общины Меннонитов. Представители общины Меннонитов жили на Ханской территории в Окмачитском селе, нынешнем Янгиарыкском районе).

## Реставрация
В 2017 году, по поручению президента Шавката Мирзиёева и согласно постановлению Кабинета министров Республики Узбекистан «О реконструкции и реставрации исторического комплекса „Нуриллабой“ в Хорезмской области» была запланирована реставрация дворца, в ходе которой в историческом комплексе были построены дополнительные здания и сооружения[уточнить].

## Галерея

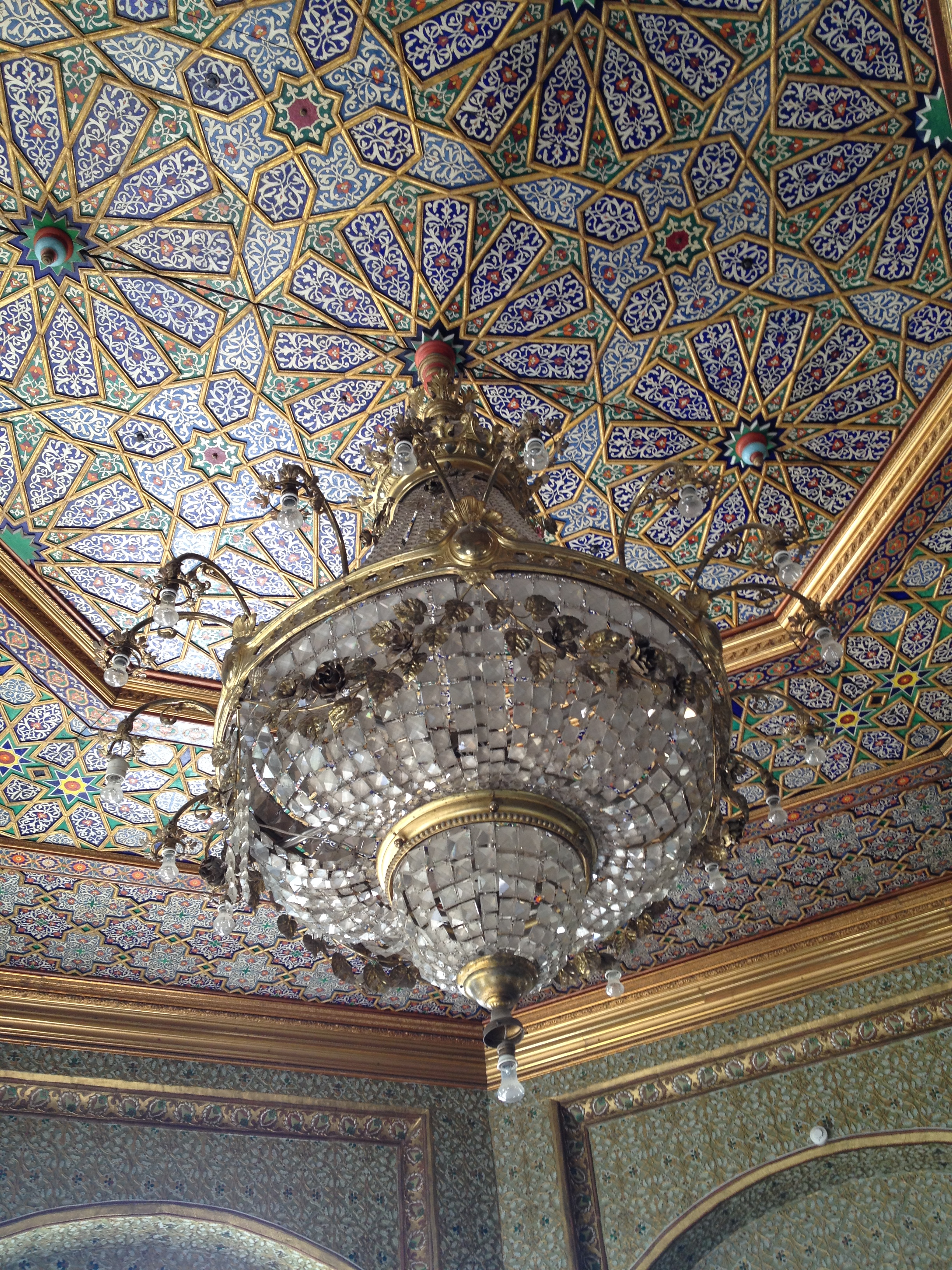
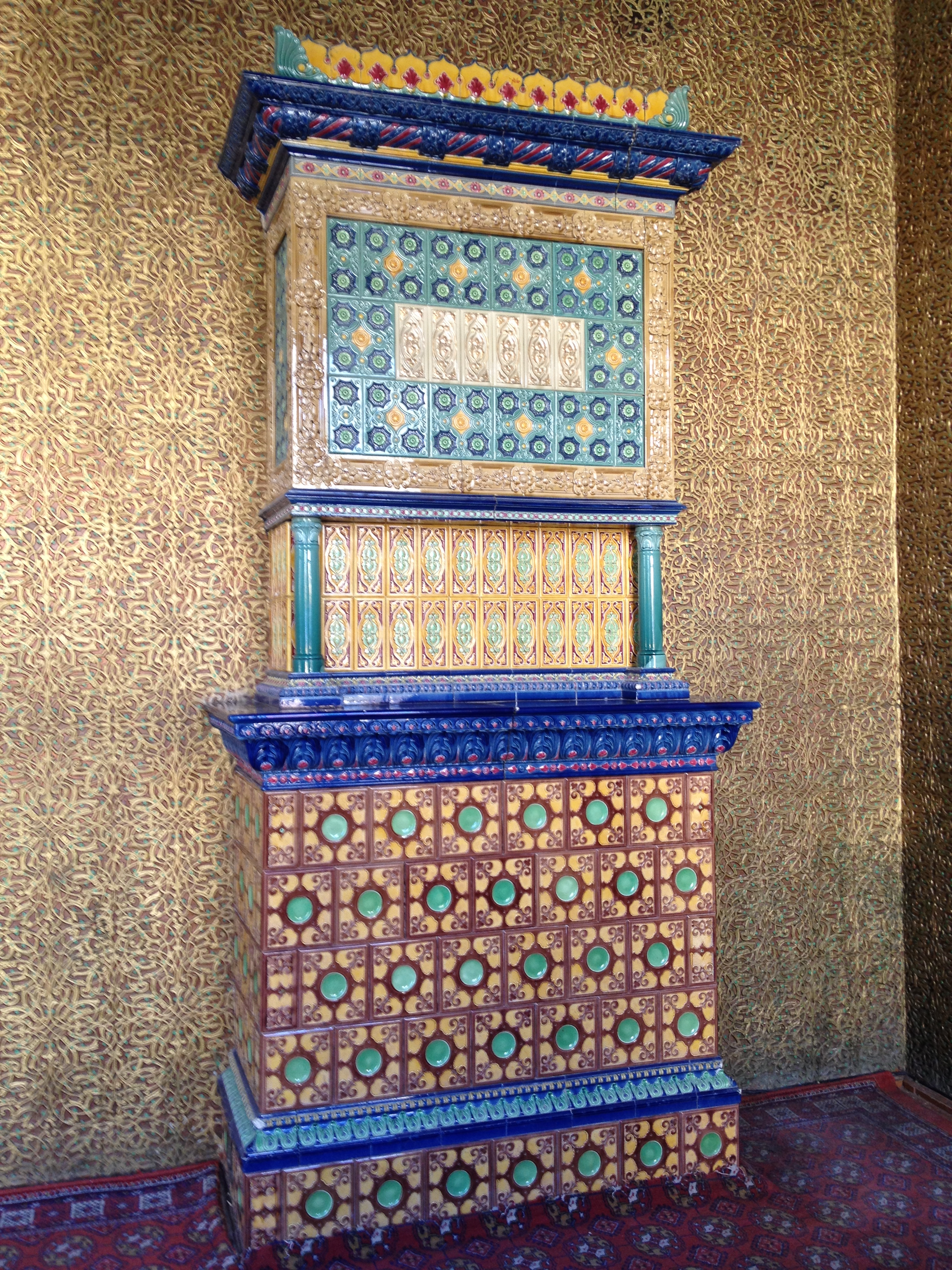
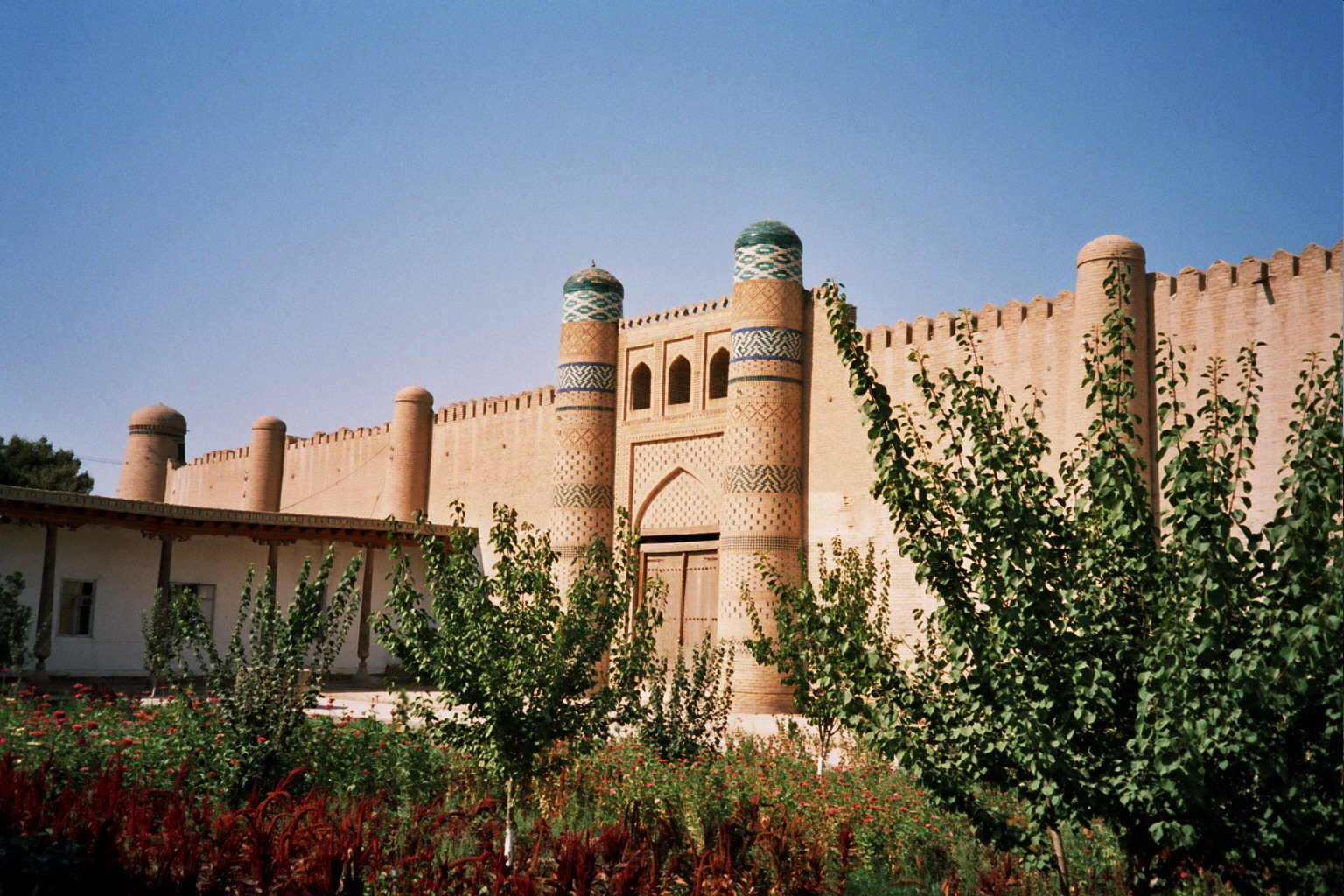